# Мускетар (филм)
Мускетар (енгл. The Musketeer), је пустоловни повесни филм, у режији Питера Хајамса и по сценарију Џина Квинтана из 2001. године.

## Радња
Д'Артањан (Џастин Чемберс), након убиства његових ненаоружаних родитеља од стране Фебра, Човек у црном (Тим Рот), жарко жели да постане краљев мускетар, један од заштитника краља Луја XIII. По доласку у Париз, међутим, сазнаје да су мускетари распуштени по наређењу кардинала Ришељеа (Стивен Реа), који је узурпирао власт и влада краљем како хоће уз помоћ свог штићеника Фебреа. Д'Артањан упознаје тројицу бивших мускетара: Арамиса (Ник Моран), Атоса (Јан-Грегор Кремп) и Портоса (Стив Спирс) и убеђује их да збаце кардиналову власт. И пустоловина почиње...